# Piergiacomo Morandi
Piergiacomo Morandi (Brescia, 28 settembre 1912 – ...) è stato un calciatore italiano, di ruolo portiere.

## Carriera
Ha esordito nella nuova Serie A con la maglia delle rondinelle il 29 giugno 1930 nella partita Brescia-Cremonese (4-3), partecipando anche alle due edizioni successive della massima categoria, per un totale di 16 presenze.